# غريغوري ميرتنز
غريغوري ميرتنز هو لاعب كرة قدم بلجيكي في مركز قلب الدفاع، ولد في 21 فبراير 1991 في بروكسل في بلجيكا، وتوفي في 30 أبريل 2015 في جينك في بلجيكا بسبب نوبة قلبية. شارك مع منتخب بلجيكا تحت 19 سنة لكرة القدم ومنتخب بلجيكا تحت 21 سنة لكرة القدم. أما مع النوادي، فقد لعب مع سيركل بروج ولوكيرين أوست فلانديرين ونادي غينت.

## وصلات خارجية
- غريغوري ميرتنز على موقع الاتحاد البلجيكي (الإنجليزية)
- غريغوري ميرتنز على موقع قاعدة بيانات كرة القدم.إي يو (الإنجليزية)
- غريغوري ميرتنز على موقع Soccerway.com (الإنجليزية)
- غريغوري ميرتنز على موقع عالم كرة القدم.نت (الإنجليزية)
- غريغوري ميرتنز على موقع AS.com (الإسبانية)